# Кекуок

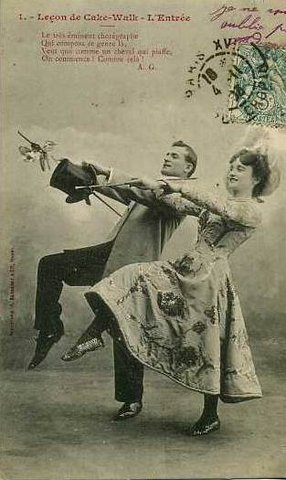
Урок кекуока. Французька листівка поч. XX ст.

Кекуо́к, або ке́к-уо́к, кейкуок, заст. кеквок (англ. cakewalk, досл. «похід за пирогом») — новоорлеанський, негритянський танець під акомпанемент банджо, гітари чи мандолини з характерними для регтайму ритмічними малюнками: синкопованим ритмом та короткими несподіваними паузами на сильних частках такту. 
Ритм кекуока близький до регтайму, має характерні гострі синкопи. Музичний розмір — 2/4, виконується в темпі швидкого маршу.

## Історія
Попередник («ранній зразок») регтайму і, відповідно, джазу. Поширився в США як побутовий танець завдяки виставам менестрельних театрів. В першій половині ХХ ст. набув популярності в Європі. На естраді набула поширення кафешантанна форма кекуока, близька за характером до канкану. Став предком джайву.
На паризьких балах виконувався і як самостійний танець, і як складова частина котильйону та кадрилі.
Назва танцю була пов'язана зі звичаєм нагороджувати найкращих танцюристів пирогом, а також з позою танцівників, які пропонують страву.
Кейкуок в негритянській традиці — це танець-пародія на гордовитість, поважність манер білих «вельмож».
До кекуоку зверталися Дебюссі (кекуок з «Дитячого куточка» («Кек-уок Голлівога»), «Генерал Левін-ексцентрик»), Стравинський (у балеті-пантомімі «Історія солдата»), Скотт Джоплін та Артур Маршалл («Swipesy Cakewalk»).
До кекуоку, разом з регтаймом та іншими подібними, зверталися музиканти академічної традиції, насамперед групи молодих композиторів сучасної французької музики, що увійшла в історію під назвою «Шістка».